# Noctua atlantica
Noctua atlantica är en fjärilsart som beskrevs av W. Warren 1905. Noctua atlantica ingår i släktet Noctua och familjen nattflyn. Inga underarter finns listade i Catalogue of Life.